# 伊普埃拉斯
伊普埃拉斯是巴西托坎廷斯州的一个市镇。总面积815.25平方公里，总人口1698人，人口密度2.1人/平方公里。